# Fontrailles
Fontrailles é uma comuna francesa na região administrativa de Occitânia, no departamento dos Altos Pirenéus. Estende-se por uma área de 8,99 km². Em 2010 a comuna tinha 161 habitantes (densidade: 17,9 hab./km²).